# イベリナ・イリエバ
イベリナ・イリエバ（ブルガリア語: Ивелина Илиева、1991年8月16日- ）はブルガリア出身の柔道選手。階級は57kg級。

## 経歴
2007年のヨーロッパユースオリンピックフェスティバル57㎏級で優勝した。2010年のヨーロッパジュニアでは2位になると、世界ジュニアでは3位になった。2012年のU23ヨーロッパ選手権では3位だった。2015年には地元開催のヨーロッパオープン・ソフィアで優勝すると、2016年のヨーロッパ選手権では2位になったが、リオデジャネイロオリンピックには出場できなかった。2019年の世界選手権では準決勝でカナダの出口クリスタに敗れるなどして5位だった。2021年7月に日本武道館で開催された東京オリンピックでは2回戦でカナダのジェシカ・クリムカイトに舟久保固めで敗れた。
なお、サンボの世界選手権では2010年に60㎏級で優勝、2009年と2011年には3位となっている。
IJF世界ランキングは2059ポイント獲得で19位(23/2/20現在)。

## 主な戦績
- 2007年 - ヨーロッパユースオリンピックフェスティバル　優勝
- 2010年 - ヨーロッパジュニア　2位
- 2010年 - 世界ジュニア　3位
- 2012年 - U23ヨーロッパ選手権　3位
- 2014年 - グランプリ・チェジュ　3位
- 2015年 - ヨーロッパオープン・ソフィア　優勝
- 2016年 - ヨーロッパ選手権　2位
- 2017年 - グランプリ・ザグレブ　3位
- 2019年 - グランプリ・テルアビブ　3位
- 2019年 - 世界選手権　5位
- 2019年 - グランプリ・タシュケント　2位
- 2022年 - ヨーロッパオープン・オーバーヴァルト　優勝
- 2022年 -　グランドスラム・バクー　3位
- 2023年 - ヨーロッパオープン・ソフィア　優勝

(出典)